# M132自走火炎放射器

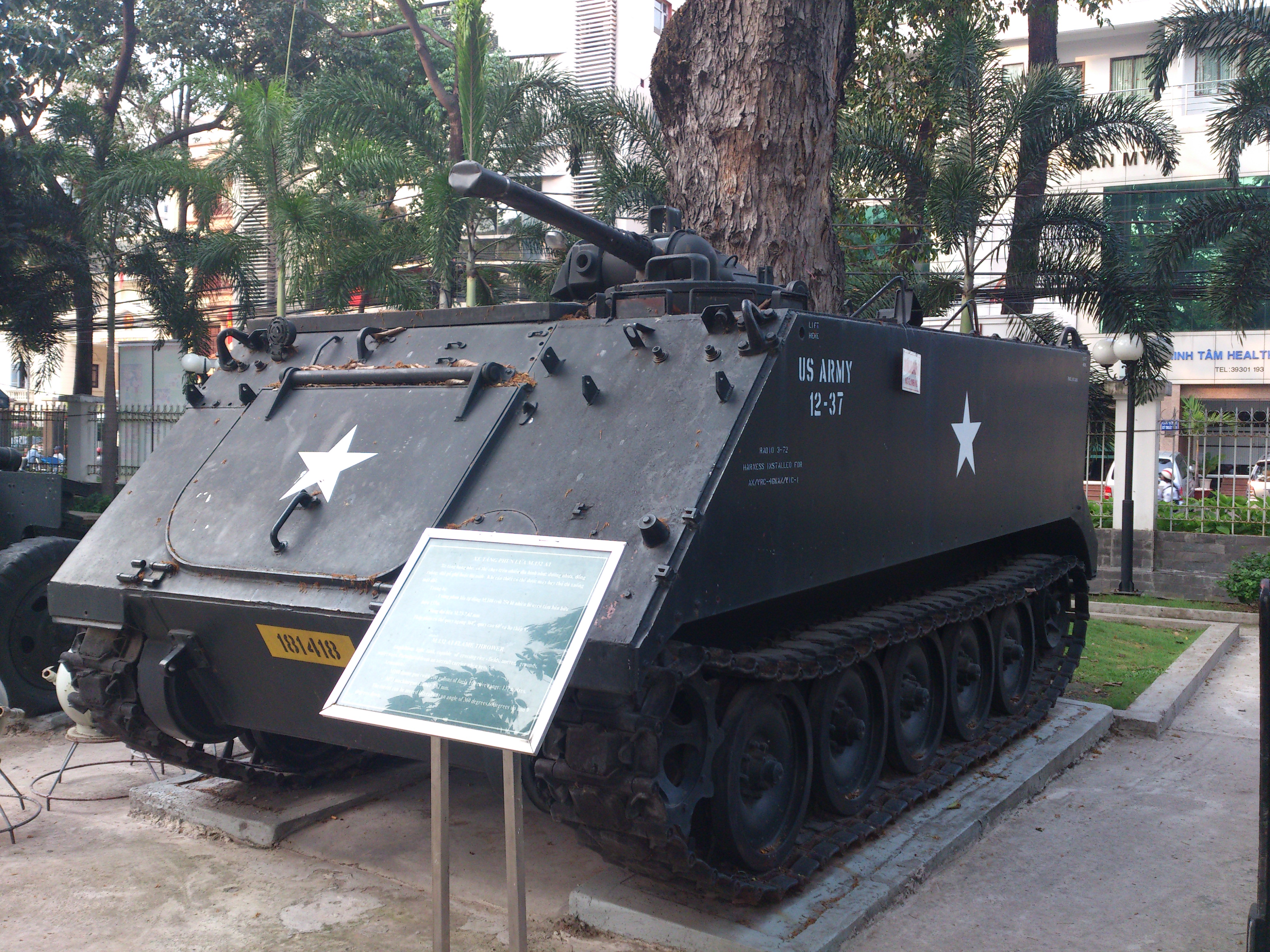
戦争証跡博物館で展示されているM132自走火炎放射器

M132（M132 Armored Flamethrower）は、1960年代初期、アメリカ合衆国によってM113及びM113A1装甲兵員輸送車をベースとして製造された自走火炎放射器である。約350両が調達された。
1962年8月、最初の試作車両が製造され、火炎放射器が搭載された。この試作車両はその年、戦闘で4回用いられただけであった。
1964年12月、2台のM132が第1騎兵師団に配備され、その実戦経験に基づいて、それぞれの連隊に4両ずつのM132と2両ずつのM113が配備されることとなった。

## 概要
車両はM113をベースとしており、操縦手は車体前方左の席に座る。車体中央の小さなコマンダー・キューポラにはM10-8除草用火炎放射器と7.62 mm同軸機関銃M73が取り付けられている。これらの武装は360度回転させることができ、上方55度、下方-15度程度まで仰角を付けることができる。
兵員室は除去され、M10火炎放射ユニット（燃料・加圧ユニット）を搭載し、四つの球体型50ガロン(約190リットル)燃料タンクに置き換えられた。 
搭載された200ガロン(約760リットル)の燃料によって最高32秒間点火することができ、加圧ユニットは200メートル台の目標へ炎を放射することを可能としている。

## 性能
- 製造: FMCコーポレーション
- 戦闘時重量: 10,580 kg
- 装甲厚: 2.858 cm ～ 4.45 cm
- エンジン: クライスラー75M(8気筒、4サイクル、ガソリンエンジン)
- 燃料搭載量: 300リットル
- エンジン力: 4000 rpm、215馬力(160 kW)
- トルク: 2,800rpmで450 N・m
- トランスミッション: Allison TX-200-2A
- 最高速度(平地): 64 km/h